# Mimophytum
- Commons
- Wikispecies

Mimophytum é um gênero de plantas pertencente à família Boraginaceae.